# Sanctus
Sanctus (latinsk for Hellig) er betegnelsen (efter indledningsordet) for et led i den romersk-katolske messe og er således en del af den kristne liturgi. 
| Religion | Spire Denne religionsartikel er en spire som bør udbygges. Du er velkommen til at hjælpe Wikipedia ved at udvide den. |